# Kalithéa
Kalithéa (görögül Καλλιθέα kiejtéseⓘ) Athén egyik külvárosa a görög főváros agglomerációjában. Görögország nyolcadik legnépesebb községe 100 641 lakossal (2011), Nagy-Athénen belül pedig a negyedik Athén, Pireusz és Perisztéri után. Az ország legnagyobb népsűrűségű települése: 21 192 lakos jut egy négyzetkilométerre.

## Neve
A név jelentése „legjobb látvány”.

## Fekvése

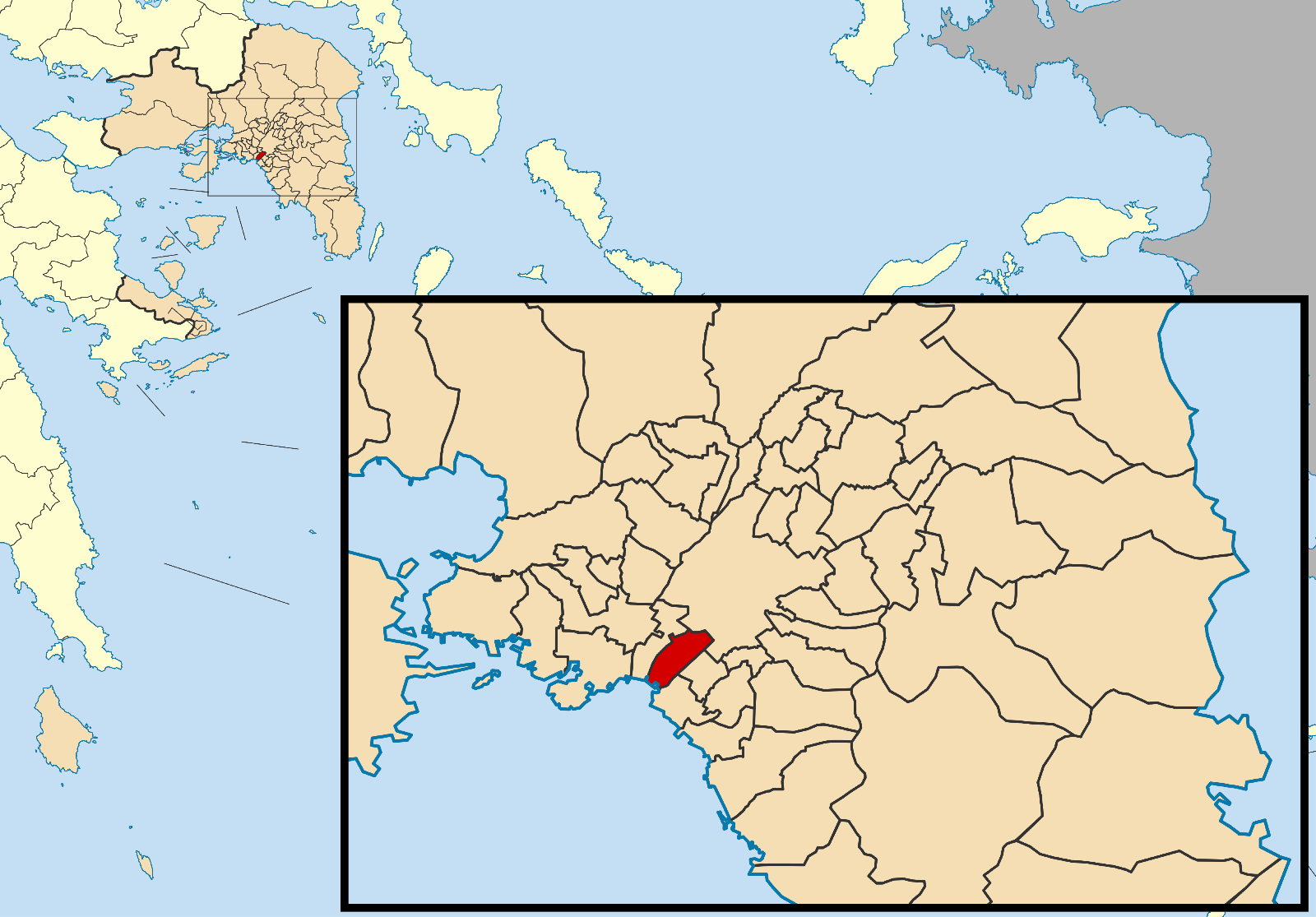
Kalithéa fekvése Attikán belül

Kalithéa központja, a Davaki tér 3 km-re délre fekszik Athén központjától, az Alkotmány tértől, és 3 km-re északkeletre Pireusz városközpontjától, a Korai tértől. Kalithéa észak felé kiterjed a Filoppapú és a Szikelia-hegyekig, délen pedig a Phaleron-öbölig (Égei-tenger). Kelet felé a Szingrú út képezi a határt Nea Szmirni és Palaio külvárosok felé, nyugat felé pedig az Ilisszosz folyó választja el Tavrosz és a Moszchato településektől.
A város azon oldala, amelyik athéni déli része felé fejlődött, az i. e. 5. századi Phaleron fal által védett keleti irányból.  
Valahol a területen fekszik az ősi Xypete városa. A várost és a lakókat emlegetik Platón írásaiban.

## 1896-os és 2004-es Athéni Nyári Olimpiai Játékok
A felújítandó Kalithéa város tervei 1884 decemberében lettek hivatalosan elfogadva. A Thisszeosz sugárúton az athéni villamos 1850-től 1955-ig futott. A város mellett épült a Szkopeftirion, ahol 1896-ban megrendezésre kerültek az első modern olimpiai játékok. Az ősi athéni Panathinaiko Stadion 2 kilométerre található Kalithéától.
A 2004-es Nyári Olimpiai Játékoknak Kalithéa egyik kerülete adott helyszínt, a Faliro sportcsarnok, a Szingrú sugárúton kézilabdának és tékvandónak, egy röplaplabdaverseny pedig az Olimpiai Röplabda Központban került megrendezésre, a Kallithéa-öbölben.

## Népesség
Az 1896-os, első modern olimpiai játékok és a 2004-es nyári olimpia között Kalithéa városa jelentősen megnőtt. Kezdésképpen villamos állomás épült 1910-ben, ezt követte a Harokopiosz iskola 1925-ben és az Panteios Iskola Politika Tudományának részlege 1928-ban. Az 1920-as évek elején a Törökországból elűzött görögök áradata elöntötte a várost. A menekültek főként a Fekete-tenger déli partvidékéről, Törökország Szinop, Szampszusz, Keraszusz, Trapezousz, Trebizond, Trabzon területeiről érkeztek.
| Évek | Lakosság |
| ---- | -------- |
| 1981 | 117.319  |
| 1991 | 114.233  |
| 2001 | 109.609  |
| 2011 | 100.641  |

## Jelentős emberek
- Foibosz Delivoriasz énekes és szövegíró
- Sztamatisz Kraúnakisz dalszerző

## Galéria

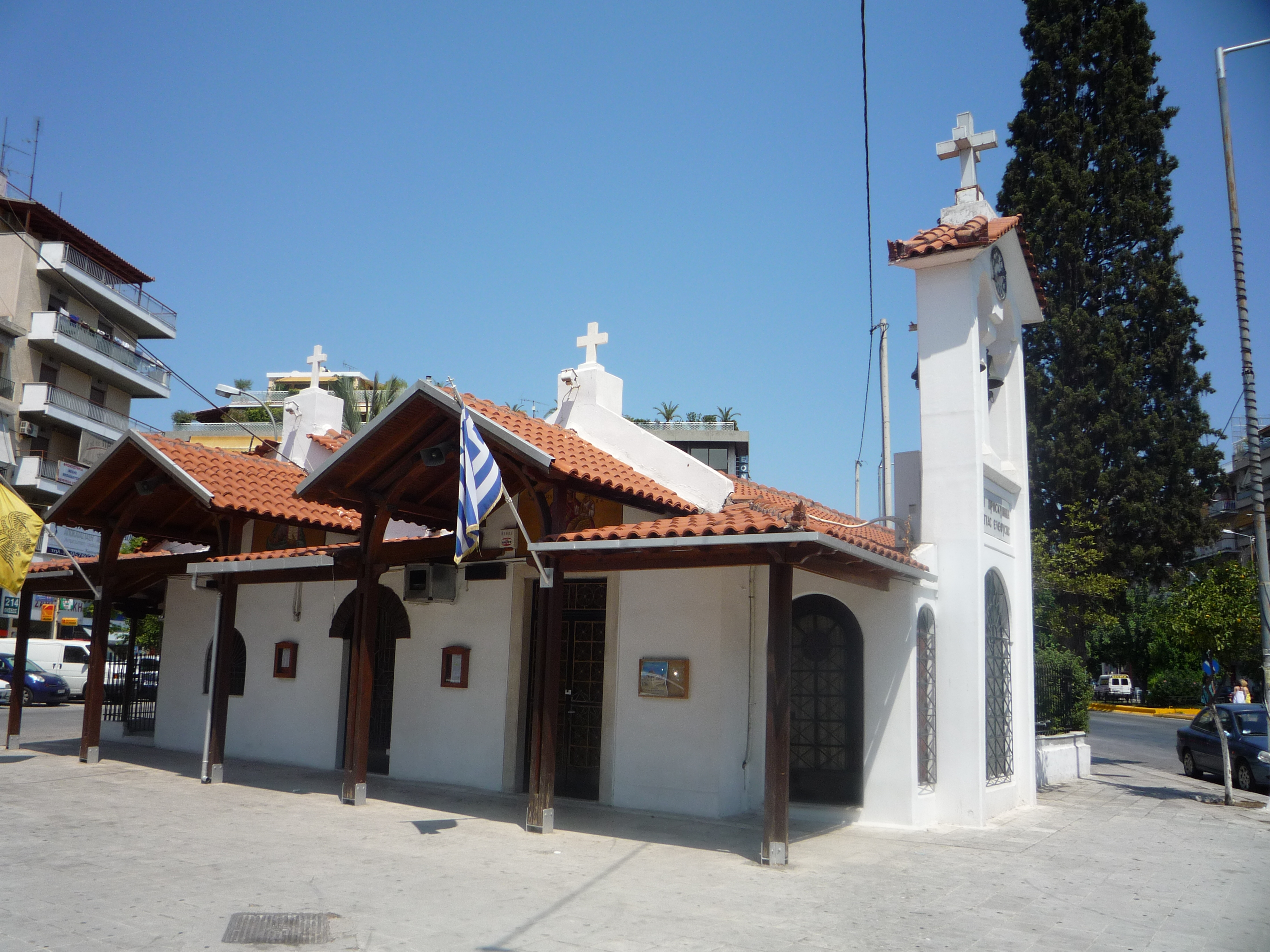
Agia Eleúsza templom
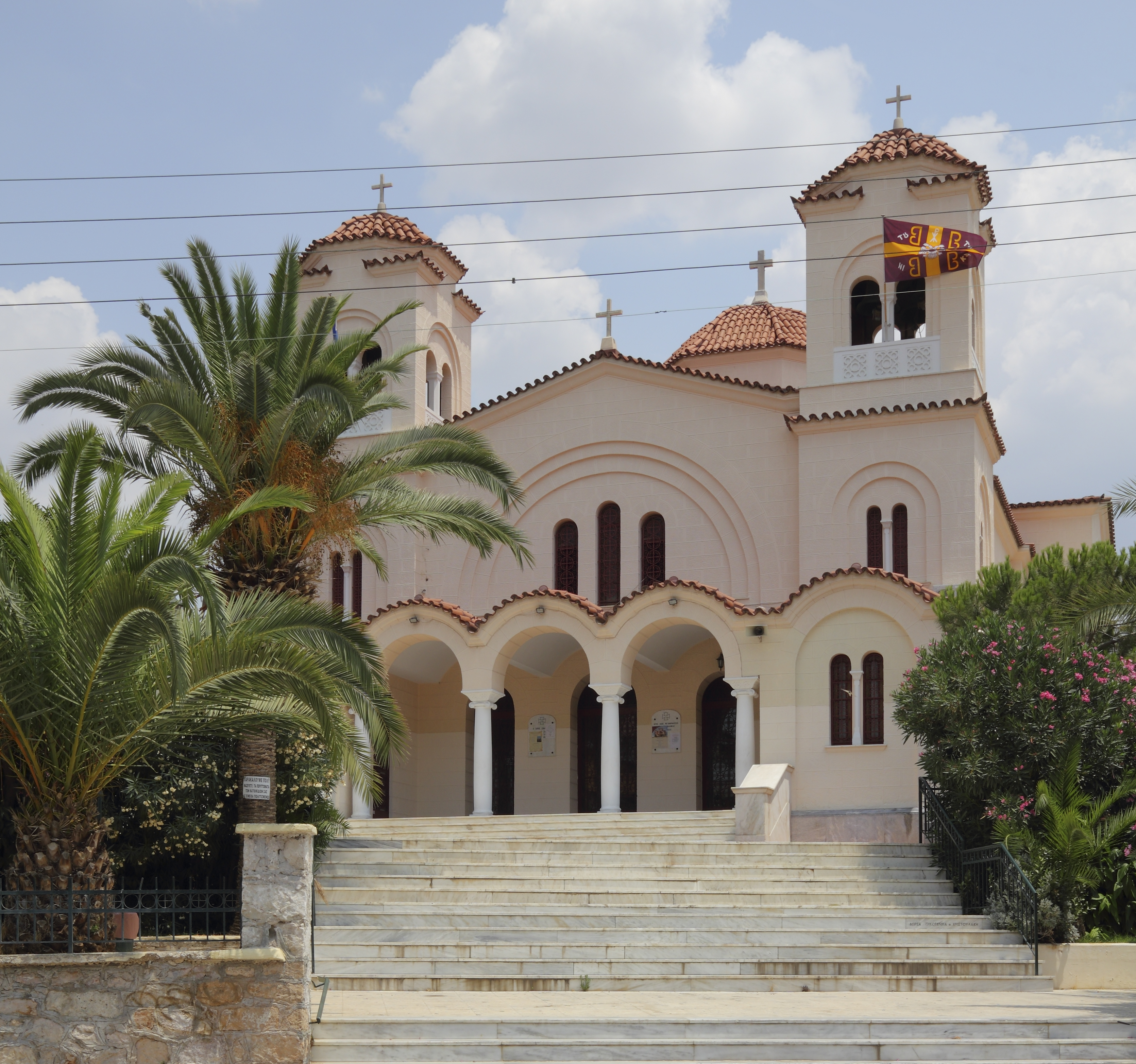
Metamorphoszi Szotirosz templom
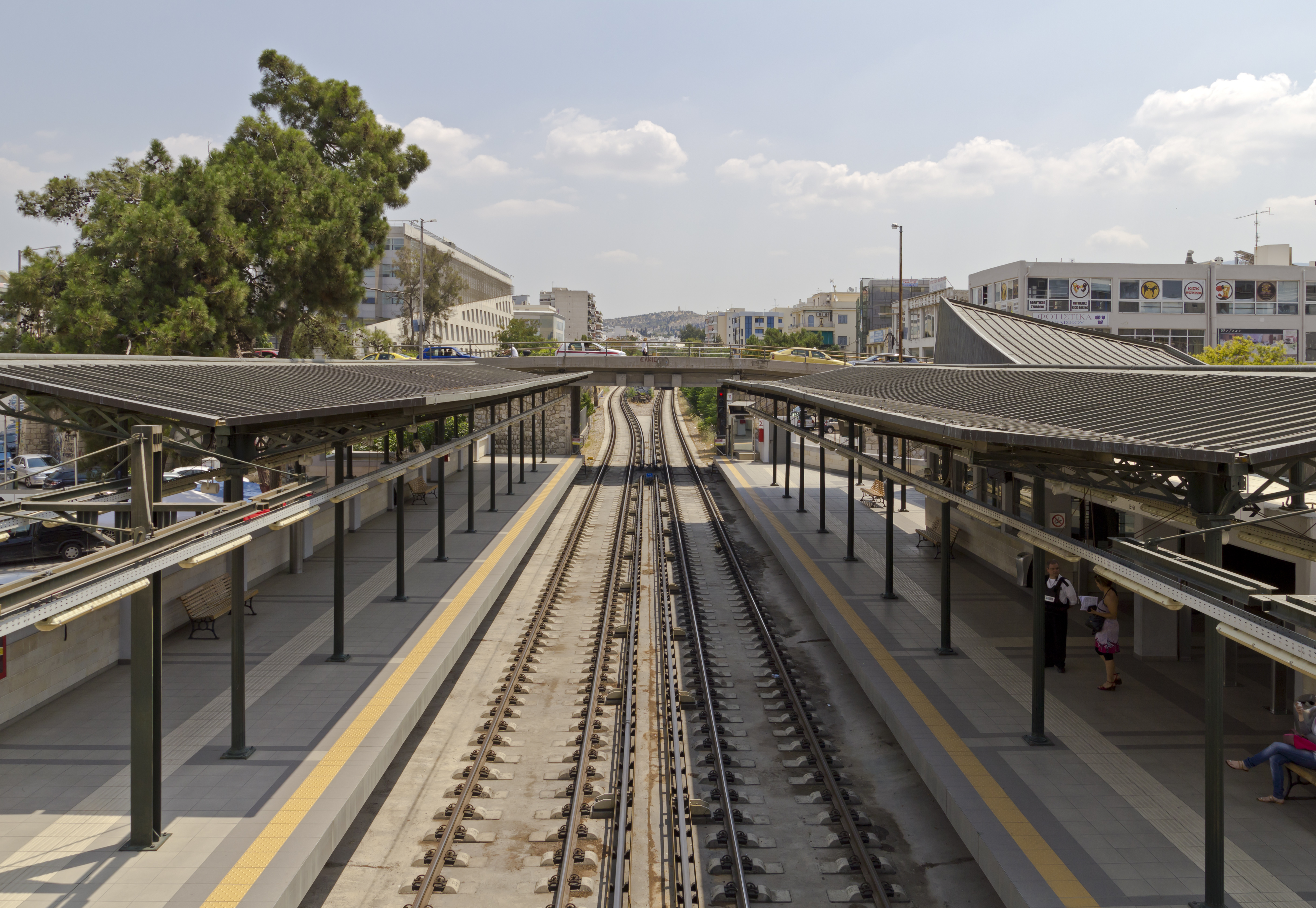
Az athéni metró 1-es vonalának  Kalithéa állomása

## Külső hivatkozások
- Kalithéa önkormányzatának hivatalos honlapja
- Panteion Egyetem honlapja
- Harokopion Egyetem honlapja
- Kallithea FC honlapja Archiválva 2020. szeptember 16-i dátummal a Wayback Machine-ben